# Калужское (электродепо)
Электродепо́ «Калу́жское» (ТЧ-5) — электродепо Московского метрополитена, обслуживающее Калужско-Рижскую линию с 13 октября 1962 года.

## История

### Обслуживаемые линии
| Линия            | Период                                                        |
| ---------------- | ------------------------------------------------------------- |
| Калужско-Рижская | 1962 — настоящее время (до 1978 — единственное депо на линии) |

## Подвижной состав

### Пассажирский подвижной состав
| Тип вагонов                        | Период                            | Вагонов в составе | Состояние               |
| ---------------------------------- | --------------------------------- | ----------------- | ----------------------- |
| Г                                  | 1965—1982                         | 4                 | списаны                 |
| Д                                  | 1962—1965                         | 4                 | списаны                 |
| Е                                  | 1963—1987                         | 4                 | списаны                 |
| Е, Ем-508, Ем-509, Еж, Еж1         | 1970—1989                         | 7                 | списаны                 |
| 81-717/714                         | 1987—2023                         | 8                 | списаны                 |
| 81-717.5/714.5                     | 1988—2023                         | 8                 | списаны                 |
| 81-717.5М/714.5М                   | 2019—2022, в 2023                 | 8                 | списаны                 |
| 81-765/766/767 «Москва»            | 2021—2022, 2023 — настоящее время | 8                 | регулярная эксплуатация |
| 81-765.3/766.3/767.3 «Москва»      | 2023 — 2024                       | 8                 | регулярная эксплуатация |
| 81-765.4/766.4/767.4 «Москва-2019» | 2023 — настоящее время            | 8                 | регулярная эксплуатация |
| 81-775/776/777 «Москва-2020»       | 2021—2023, 2023 — настоящее время | 8                 | регулярная эксплуатация |

В феврале 2021 года в депо «Калужское» начались поставки новых составов серии 81-775/776/777 «Москва-2020». После открытия оставшихся 9 станций Большой кольцевой линии все составы обслуживают её. В июне 2023 года составы «Москва-2020» снова вернулись в «Калужское» для работы на линии.

### Служебный подвижной состав
В депо имелся грузовой поезд (использовался для манёвров и перегонок). Его составность — 8718ср-7993-0129. В 2020 году вагоны № 7993 и № 0129 были переведены в эксплуатируемый парк. Вагон № 0129 является опытным вагоном модели 81-717.5.
Ранее в депо также эксплуатировался вагон-дефектоскоп № 9279 для ультразвуковой дефектоскопии рельсов с четырьмя вагонами сопровождения (ходил под 96-м маршрутом, передан в 2015 году из ТЧ-14 «Владыкино»).

## Станция «Калужская»
В одном из нефов депо с 1964 года по 1974 год находилась временная станция «Калужская». В 1976 году депо было расширено ещё на два нефа к востоку от существующих, добавлен цех по ремонту систем автоматизации в вагонах (второй в Москве после цеха при «Планерном» — в настоящее время такие есть уже во всех депо города), а также несколько дополнительных складских помещений. Планируется реконструкция нефа с оборудованием зоны для ремонта вагонов.